# Nils Rosén
Nils Rosén (Helsingborg, 22 maggio 1902 – 25 giugno 1951) è stato un calciatore svedese, di ruolo centrocampista.

## Palmarès

### Club

#### Competizioni nazionali
- Campionato svedese: 4

Helsingborg: 1928-1929, 1929-1930, 1932-1933, 1933-1934